# Флорень (Унгенський район)
Флорень (рум. Floreni) — село в Унгенському районі Молдови. Входить до складу комуни, адміністративним центром якої є село Скулень.

## Населення
За даними перепису населення 2004 року у селі проживали 336 осіб.
Національний склад населення села:
| Національність | Кількість осіб | Відсоток |
| -------------- | -------------- | -------- |
| молдавани      | 291            | 86,6%    |
| українці       | 31             | 9,2%     |
| росіяни        | 10             | 3,0%     |
| гагаузи        | 2              | 0,6%     |
| болгари        | 2              | 0,6%     |
| Всього         | 336            | 100%     |